# مارك بيلينجتون
مارك بيلينجتون (بالإنجليزية: Mark Pellington) (و. 1962  م) هو مخرج أفلام، وكاتب سيناريو أمريكي، ولد في بالتيمور.

## التعليم
تعلم في جامعة فرجينيا.

## وصلات خارجية
- مارك بيلينجتون على موقع IMDb (الإنجليزية)
- مارك بيلينجتون على موقع روتن توميتوز (الإنجليزية)
- مارك بيلينجتون على موقع ألو سيني (الفرنسية)
- مارك بيلينجتون على موقع ميوزك برينز (الإنجليزية)
- مارك بيلينجتون على موقع تيرنر كلاسيك موفيز (الإنجليزية)
- مارك بيلينجتون على موقع أول موفي (الإنجليزية)
- مارك بيلينجتون على موقع بوكس أوفيس موجو (الإنجليزية)
- مارك بيلينجتون على موقع قاعدة بيانات الأفلام السويدية (السويدية)
- مارك بيلينجتون على موقع إن إن دي بي (الإنجليزية)
- مارك بيلينجتون على موقع ديسكوغز (الإنجليزية)